# Georgia Simmerling
Georgia Simmerling (ur. 11 marca 1989 w Vancouver) – kanadyjska narciarka dowolna, narciarka alpejska i kolarka torowa.

## Kariera
Specjalizuje się w skicrossie, choć na początku swej kariery startowała jako narciarka alpejska. W 2010 roku wystartowała w supergigancie na igrzyskach olimpijskich w Vancouver, gdzie zajęła 27. miejsce. W 2013 roku wystartowała na mistrzostwach świata w Voss, zajmując trzynaste miejsce w skicrossie. Na rozgrywanych dwa lata później mistrzostwach świata w Kreischbergu uplasowała się na 26. pozycji w tej samej konkurencji. W międzyczasie wystąpiła na igrzyskach w Soczi, gdzie w rywalizacji w skicrossie była czternasta. Najlepsze wyniki w Pucharze Świata osiągnęła w sezonie 2017/2018, kiedy to zajęła 22. miejsce w klasyfikacji generalnej, a w klasyfikacji skicrossu była szósta.
Od 2014 roku Simmerling trenuje także kolarstwo torowe. W 2016 roku wywalczyła srebrny medal w drużynowym wyścigu na dochodzenie podczas mistrzostw świata w Londynie. W tej samej konkurencji zdobyła również brązowy medal na igrzyskach olimpijskich w Rio de Janeiro.

## Osiągnięcia

### Igrzyska olimpijskie
| Miejsce | Dzień     | Rok  | Miejscowość | Konkurencja | Zwyciężczyni       |
| ------- | --------- | ---- | ----------- | ----------- | ------------------ |
| 27.     | 20 lutego | 2010 | Vancouver   | Supergigant | Andrea Fischbacher |
| 14.     | 21 lutego | 2014 | Soczi       | Skicross    | Marielle Thompson  |

### Mistrzostwa świata
| Miejsce | Dzień       | Rok  | Miejscowość   | Konkurencja | Zwycięzca        |
| ------- | ----------- | ---- | ------------- | ----------- | ---------------- |
| 13.     | 10 marca    | 2013 | Voss          | Skicross    | Fanny Smith      |
| 26.     | 25 stycznia | 2015 | Kreischberg   | Skicross    | Andrea Limbacher |
| 7.      | 18 marca    | 2017 | Sierra Nevada | Skicross    | Sandra Näslund   |

### Puchar Świata

#### Miejsca w klasyfikacji generalnej
- sezon 2011/2012: 109.
- sezon 2012/2013: 38.
- sezon 2013/2014: 24.
- sezon 2014/2015: 54.
- sezon 2016/2017: 47.
- sezon 2017/2018: 22.

#### Miejsca na podium w zawodach
1. Innichen – 23 grudnia 2012 (skicross) – 2. miejsce
2. Åre – 16 marca 2014 (skicross) – 3. miejsce
3. La Plagne – 23 marca 2014 (skicross) – 3. miejsce
4. Nakiska – 6 grudnia 2014 (skicross) – 2. miejsce
5. Val Thorens – 9 stycznia 2015 (skicross) – 2. miejsce
6. Innichen – 21 grudnia 2016 (skicross) – 3. miejsce
7. Watles – 14 stycznia 2017 (skicross) – 2. miejsce
8. Innichen – 21 grudnia 2017 (skicross) – 2. miejsce
9. Innichen – 22 grudnia 2017 (skicross) – 3. miejsce